# امیلی هالینسهد
امیلی هالینسهد (انگلیسی: Emily Hollinshead؛ زادهٔ ۱۳ سپتامبر ۱۹۹۵) بازیکن فوتبال اهل بریتانیا است.
از باشگاه‌هایی که در آن بازی کرده‌است می‌توان به باشگاه فوتبال زنان اورتون اشاره کرد.
وی همچنین در تیم ملی فوتبال زنان ولز بازی کرده‌است.